# Ожегівська сільська рада
| Ожегівська сільська рада — колишній орган місцевого самоврядування у Володарському районі Київської області з адміністративним центром у с. Ожегівка. Історична дата утворення: в 1923 році. Водоймища на території, підпорядкованій даній раді: річка Тарганка. Сільській раді підпорядковані населені пункти: - с. Ожегівка |

## Склад ради
Рада складається з 12 депутатів та голови.

### Керівний склад ради
Примітка: таблиця складена за даними джерела